# De Kerf
De Kerf is een inham in de Schoorlse Duinen bij Schoorl aan Zee, tussen Schoorl en Bergen aan Zee in de gemeente Bergen, waar zeewater bij hoogtij de duinen in kan stromen.

## Algemeen
De Kerf werd na een periode van overleg in 1997 in de eerste duinenrij gegraven. Hierdoor ontstond een gat waar, naast het zeewater, ook het kalkrijke strandzand de kalkarme duinen in kan stuiven. Hierdoor werd het water in de "Parnassiavallei" brak en kwam er ruimte voor allerlei organismen die door het strakke voorgaande beheer steeds zeldzamer waren geworden.

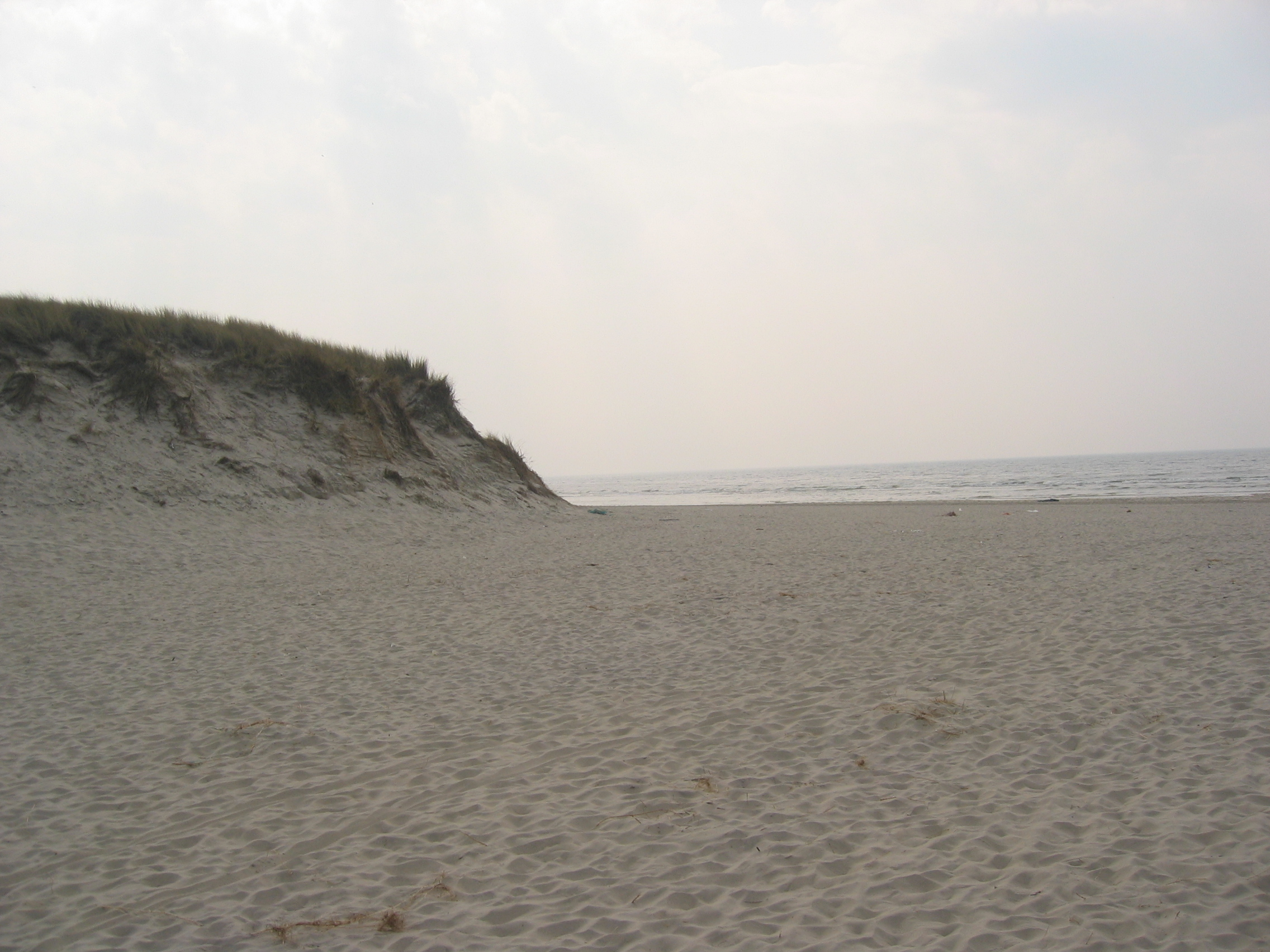
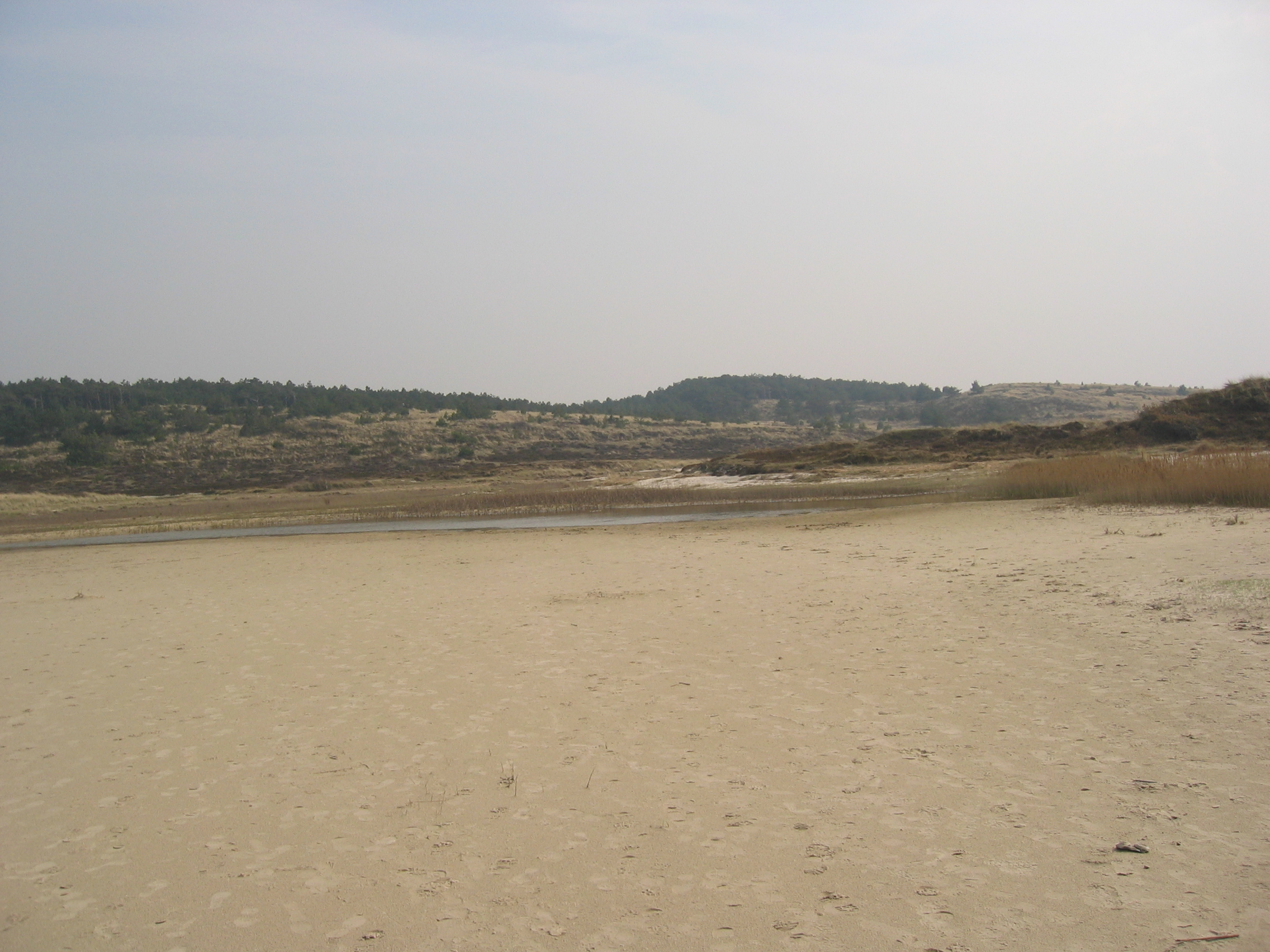
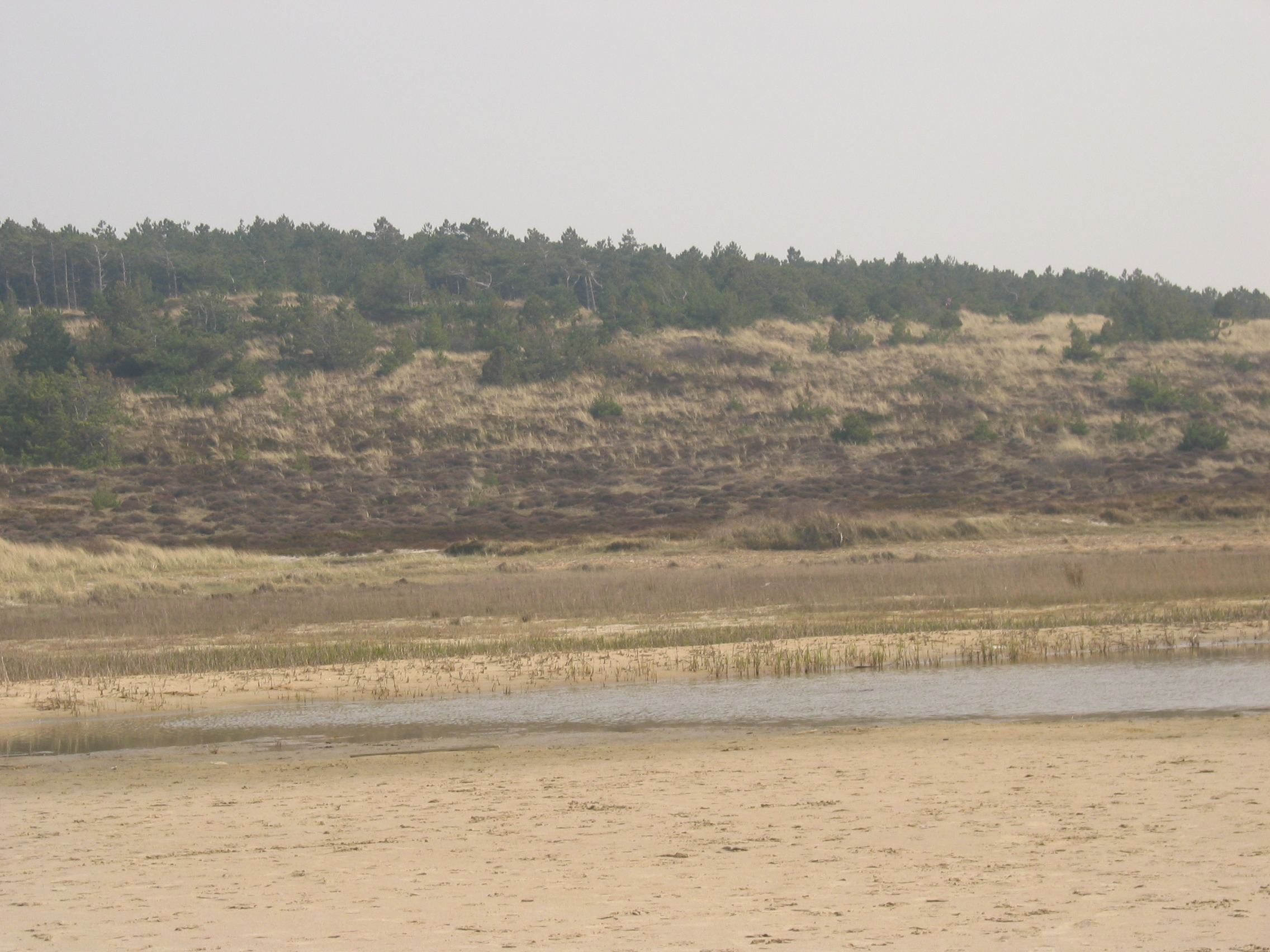
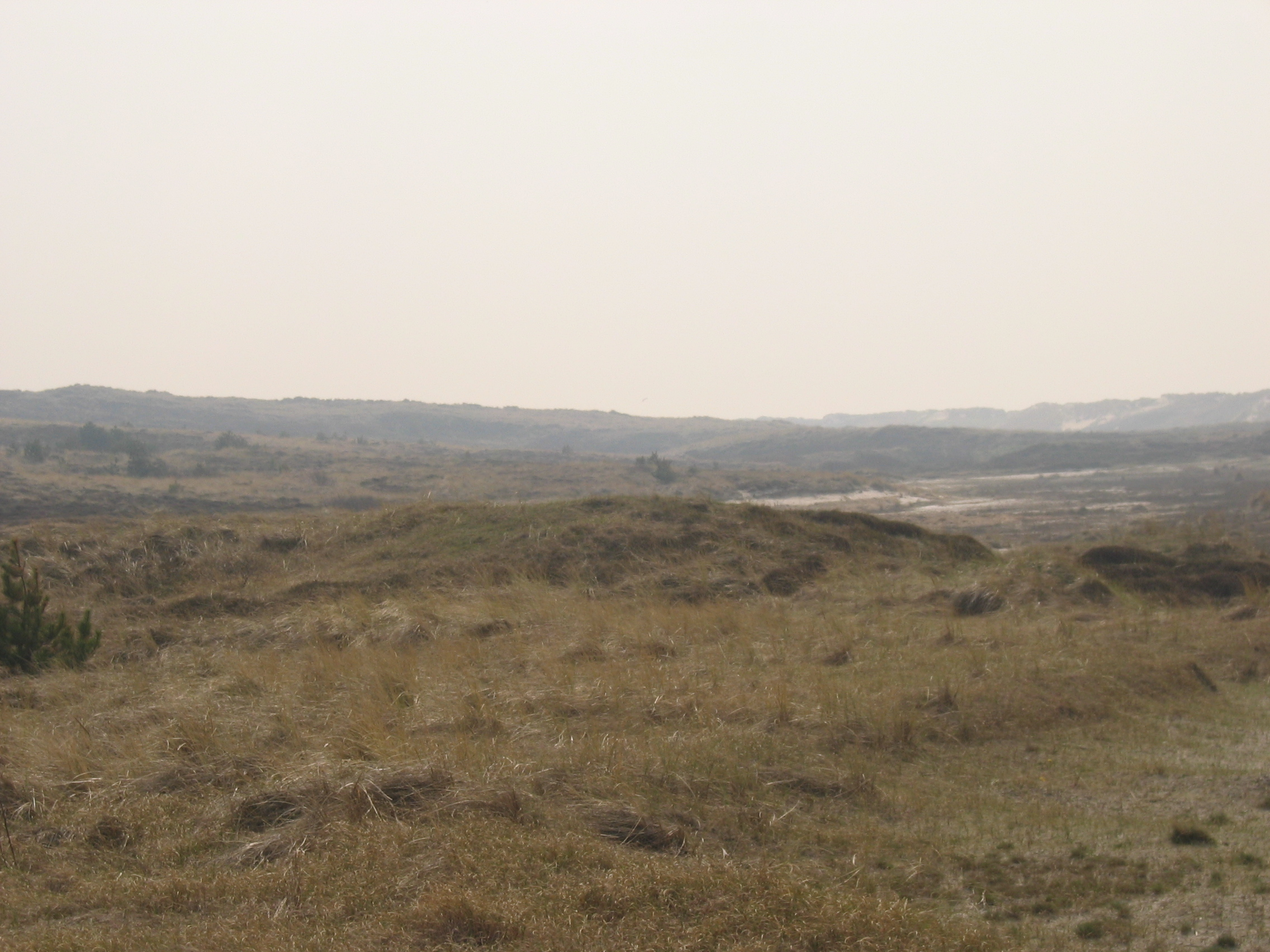
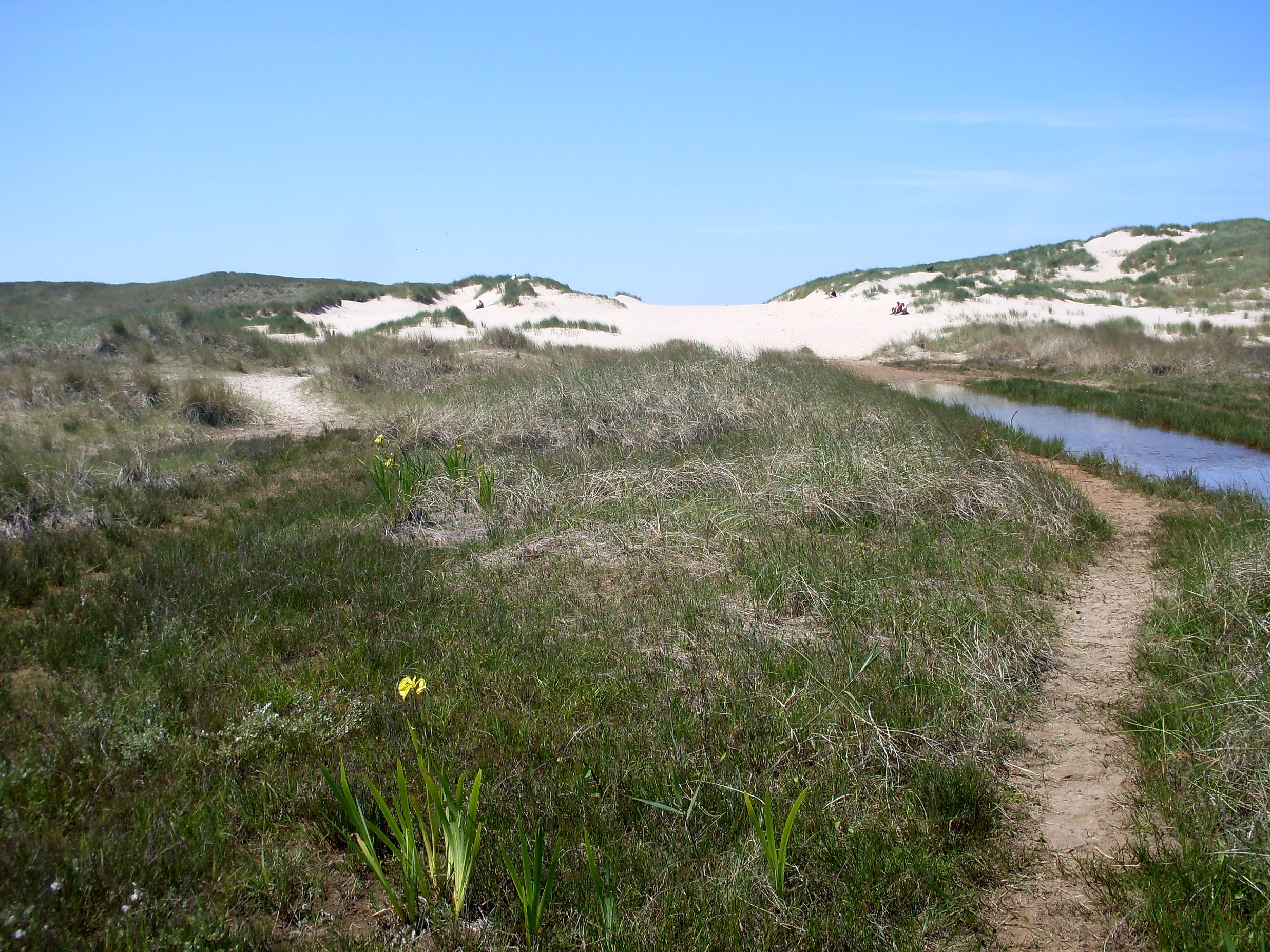
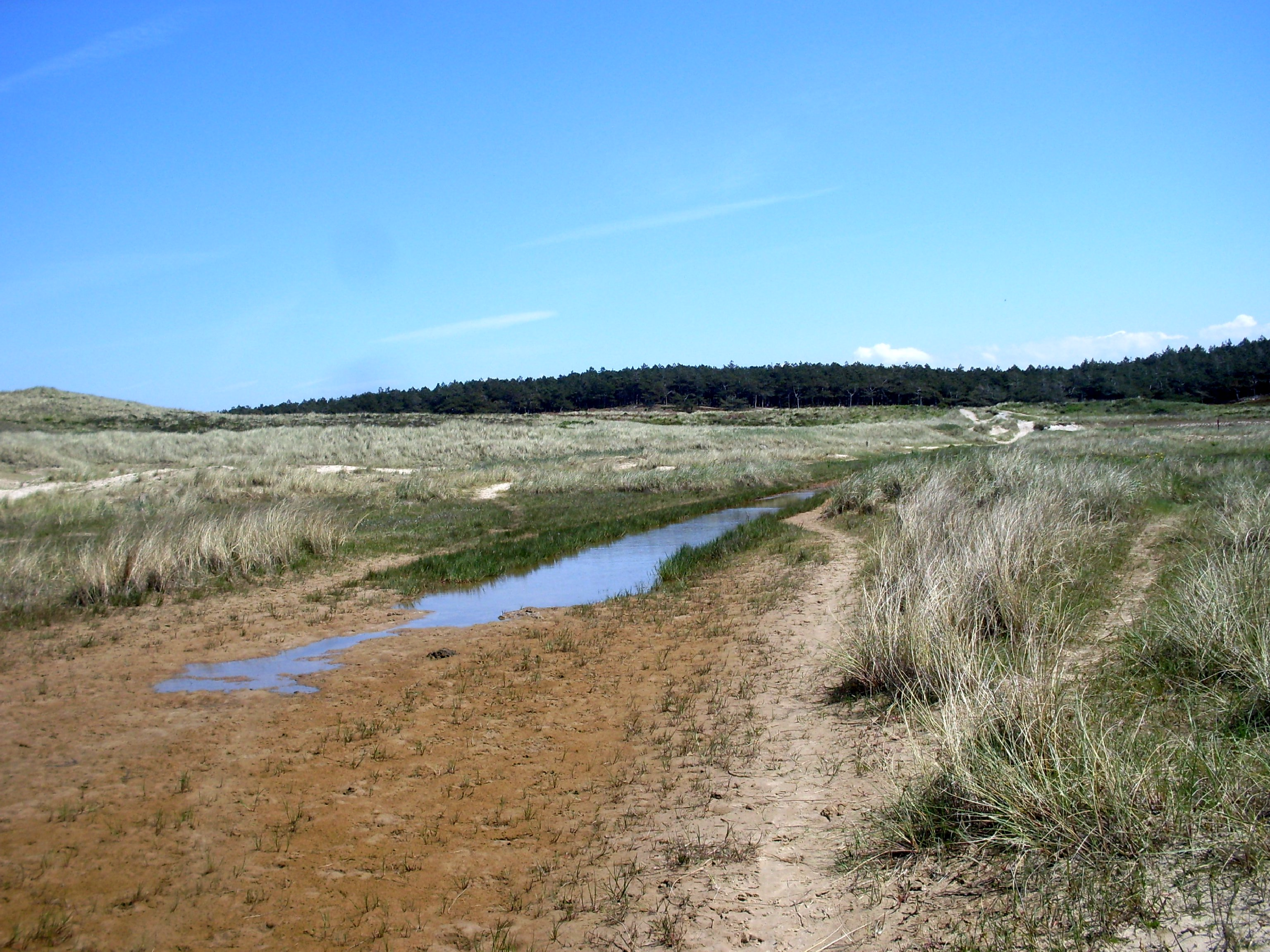

Ruim tien jaar na het graven van het gat is door duinvorming de breedte van het gat tot zeker de helft gereduceerd en de drempel is ook meters hoger geworden. Overstromen en inwaaien van zeewater komt weinig meer voor.

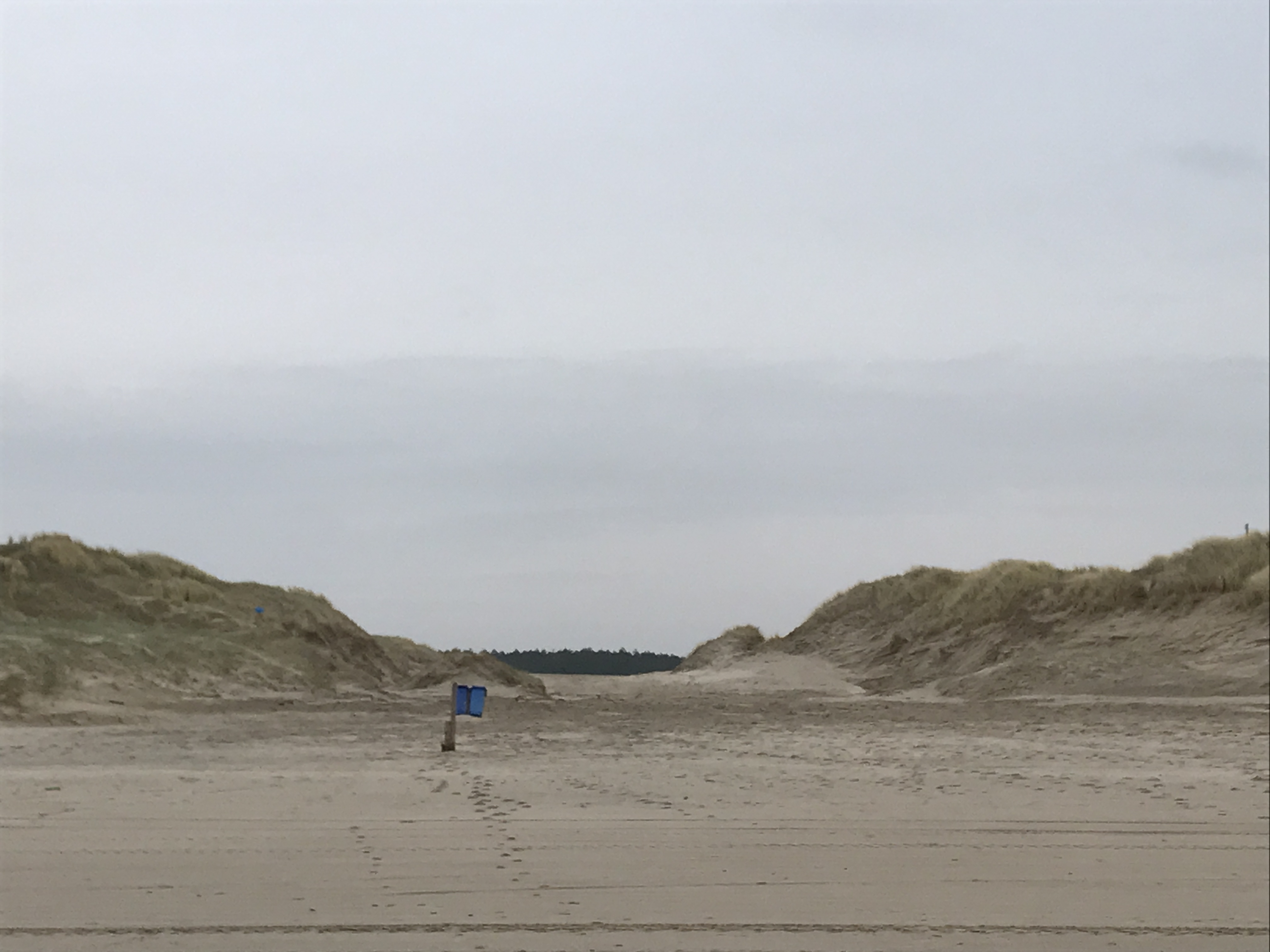
Bijna aaneengegroeide duinen in De Kerf in 2018

## Ecologische betekenis
Soorten die bekend zijn van de kwelders als de gelobde melde, strandbiet en het zilt torkruid komen hier nu voor. Veel rode lijst soorten krijgen hier een plaats.

## Natuurontwikkeling
De Kerf is een voorloper gebleken van natuurontwikkeling langs de kust. Door het succes dat dit project heeft, zijn er nu diverse andere projecten waar de lessen die geleerd zijn in praktijk gebracht worden.

## Planten
Er zijn verschillende soorten planten en ook beschermde soorten, waardoor je niet overal mag lopen.